# Woldemar Oinonen

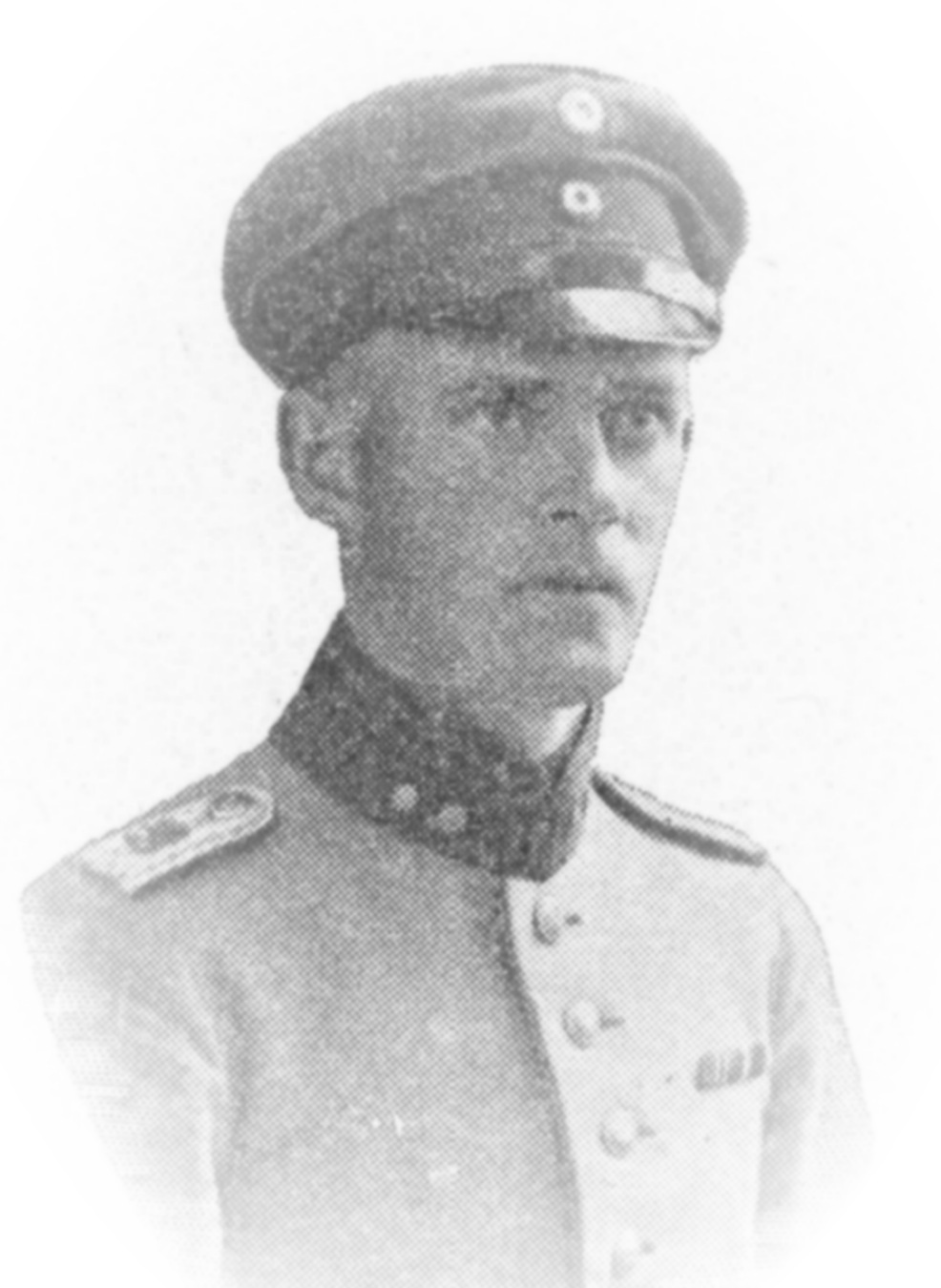
Woldemar Oinonen

Woldemar (Wolde) Oinonen, född 2 oktober 1891 i Villmanstrand, död 15 juni 1963, var en finländsk militär, generalmajor 1941.
Oinonen anslöt sig till jägarrörelsen 1915 och deltog i finska inbördeskriget 1918. Han var kommendör för Mellersta Finlands militärkrets 1933–1935 och stabschef hos överbefälhavaren 1938–1939. Under vinterkriget var han kommendör för en division och 1941–1945 ledde han grupp Oinonens (Ryhmä Oinonen) anfallsoperationer i Karelen vid Ladoga och Onega i nordväst. 1942–1944 var han hemvärnets stabschef och dess kommendör 1944. 1944–1945 var han generalstabens kommandostabschef.